# Флаг Фрязина
Флаг Фря́зина — флаг муниципального образования «город Фрязино» Московской области.

## Утверждение
Утверждён решением Совета депутатов города Фрязино от 25 апреля 2001 года № 49. Автор Лев Ракчеев.

## Описание флага
Флаг муниципального образования «город Фрязино» представляет собой прямоугольное двустороннее красное полотнище с отношением ширины к длине 2:3, с голубой шиповидной полосой в 1/6 ширины полотнища вдоль нижнего края, воспроизводящее композицию гербового щита муниципального образования «город Фрязино» смещённой к древку.

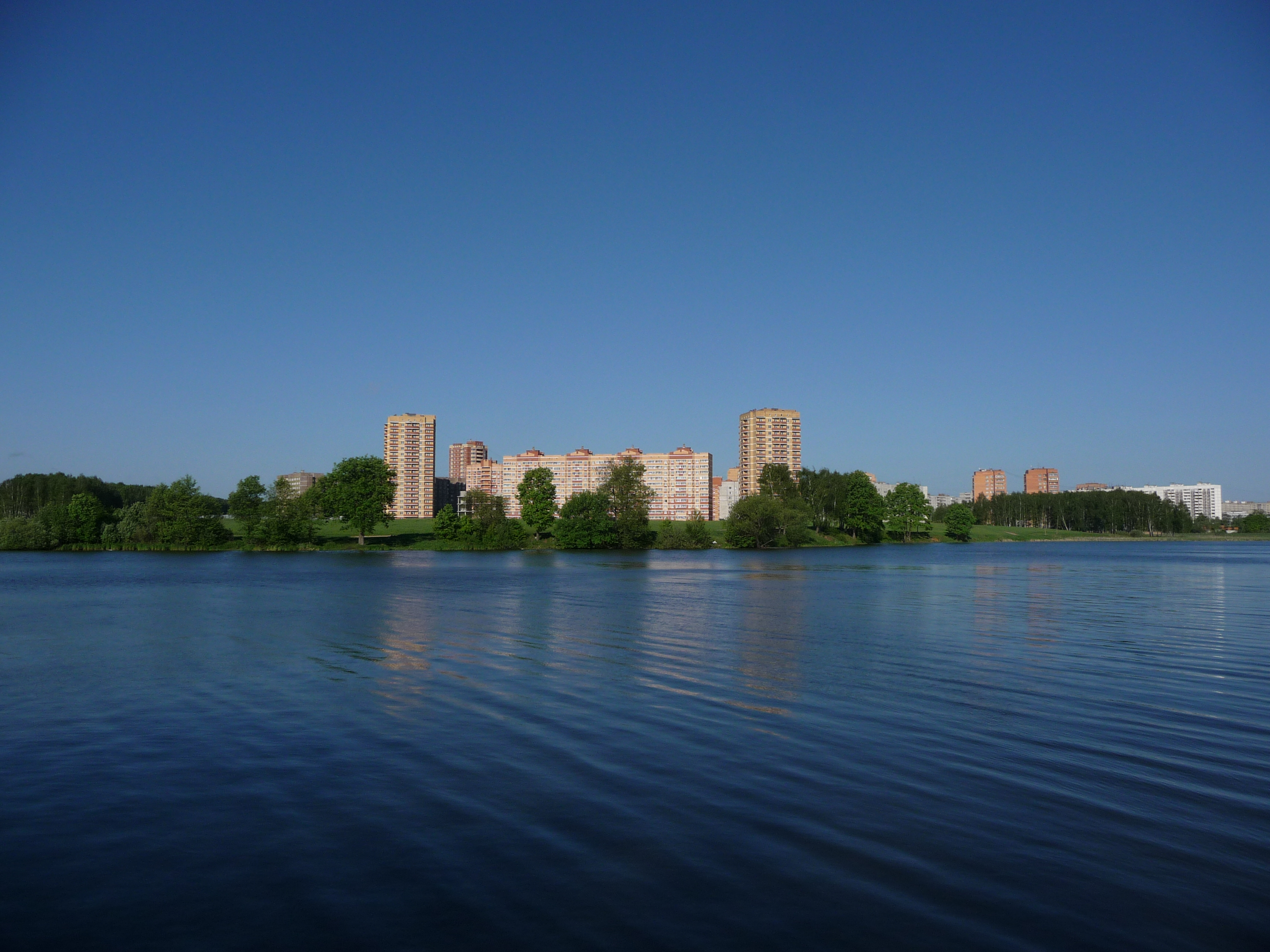
Вид на Фрязино со стороны усадьбы Гребнево. На переднем плане Барские пруды на речке Любосеевке, символически изображённой на флаге Фрязина

## Обоснование символики
Флаг муниципального образования «город Фрязино» составлен на основании герба муниципального образования «город Фрязино».
Раскрытая книга — главный символ наукограда, символ познания, науки и творческого прогресса.
Электрон на орбите — электронная техника — основное направление научной и промышленной деятельности градообразующих предприятий.
Голубая шиповидная полоса — символ водной поверхности реки Любосеевки, на берегах которой возникло старинное поселение Фрязино, и Большого озера — неотъемлемой части города.
Красный цвет поля подчёркивает приоритет учёных и инженеров города по многим направлениям исследований, принёсшим славу городу.